# Bergville Vuka
Bergville Vuka is een Zuid-Afrikaanse gospel-zanggroep, die voornamelijk in het Zoeloe zingt. In 2000 scoorde de groep in Nederland een bescheiden hit met "Leven en laten leven", samen met de Friese groep De Kast.

## Leven en laten leven
In 2000 werd De Kast gevraagd door het Wereld Natuurfonds om voor hen een promotielied te schrijven. De groep nam het nummer "Leven en laten leven op", dat geschreven werd door Peter Groot Kormelink (van de Jazzpolitie). Na de opname werd het nummer naar Bergville Vuka opgestuurd, die in Zuid-Afrika de begeleidende zang erover opnam en vervolgens de opnames weer terug stuurde. De WNF wachtte echter met het uitbrengen van de promotiesingle tot september 2000, vanwege de vuurwerkramp in Enschede in mei. Op twee van de in totaal drie uitgebrachte singles van dit nummer werd staat ook het lied Zulu song, de derde single bevat een instrumentale versie van het nummer.
Het nummer bereikte de 28ste plaats in de Single Top 100. "Leven en laten leven" dient overigens niet te verward te worden met het gelijknamige lied van Corry Konings.

## Album
In eigen land bracht Bergville Vuka op het label Primedia het album Umesabe Umuntu uit, met traditionele Afrikaanse muziek.